# Edward Blyth
Edward Blyth (Londres, 23 de dezembro de 1810 — Londres, 27 de dezembro de 1873) foi um zoólogo da Inglaterra.

## Vida
Blyth nasceu em Londres, em 23 de dezembro de 1810. Em 1841, ele viajou para a Índia para se tornar o curador do museu da Royal Asiatic Society of Bengal. Ele começou a atualizar os catálogos do museu, publicando o Catalogue of the Birds of the Asiatic Society "Catálogo dos Pássaros da Sociedade Asiática" em 1849. Ele foi impedido de fazer muito trabalho de campo, mas recebeu e descreveu espécimes de pássaros de Allan Octavian Hume, Samuel Tickell, Robert Swinhoe e outros. Ele permaneceu como curador até 1862, quando retornou à Inglaterra, já doente, vindo a falecer em 27 de dezembro de 1873. Sua Natural History of the Cranes foi publicada, postumamente, em 1881.

## Seleção natural
Edward Blyth escreveu três artigos sobre variação, discutindo os efeitos da seleção artificial e descrevendo o processo na natureza como a restauração de organismos na natureza ao seu arquétipo (em vez de formar novas espécies). No entanto, ele nunca usou o termo "seleção natural".  Esses artigos foram publicados na Revista de História Natural entre 1835 e 1837.